# Vresse-sur-Semois
Vresse-sur-Semois (in vallone Vresse) è un comune belga di 2 861 abitanti situato nella provincia vallona di Namur.